# Karolina-Kolonia
Karolina-Kolonia – kolonia w Polsce położona w województwie mazowieckim, w powiecie mińskim, w gminie Mińsk Mazowiecki. 
W latach 1975–1998 miejscowość miała jedynie status kolonii i administracyjnie należała do województwa siedleckiego.
Graniczy bezpośrednio z Mińskiem Mazowieckim, znajduje się na północ od jednostki wojskowej w Mińsku Mazowieckim.
Kolonia jest sołectwem w gminie Mińsk Mazowiecki.
Ulice w Karolina-Kolonia: Dr Jana Huberta, Żwirowa, Urocza, Żołnierska, Lotników, Polna, Żeglarska, Sezamkowa, Owocowa.
Wierni Kościoła rzymskokatolickiego należą do parafii Narodzenia Najświętszej Maryi Panny w Mińsku Mazowieckim.